# آرتور دانیلیان (بازیکن فوتبال)
آرتور گقامی دانیلیان (ارمنی: Արթուր Գեղամի Դանիելյան؛ اوکراینی: Артур Гегамович Данієлян زادهٔ ۹ فوریهٔ ۱۹۹۸ در تاوریفکا، استان پولتاوا) بازیکن فوتبال در پست مدافع اهل ارمنستان است.

## باشگاهی
از باشگاه‌هایی که در آن بازی کرده‌است می‌توان به متالورگ دونتسک، استال کامیانسکه و آرارات-آرمنیا اشاره کرد.

## تیم ملی
وی همچنین در تیم‌های ملی فوتبال زیر ۱۷ سال ارمنستان، زیر ۱۹ سال ارمنستان و زیر ۲۱ سال ارمنستان بازی کرده‌است.